# Sensoryczny filtr wzgórzowy
Sensoryczny filtr wzgórzowy – mechanizm blokujący nadmierne pobudzenie kory przedczołowej mózgu.

## Fizjologia
Sensoryczny filtr wzgórzowy wchodzi w skład pętli korowo-prążkowiowo-wzgórzowo-korowej. Należą doń neurony glutaminianergiczne kory przedczołowej, pobudzające prążkowiowe neurony gabaergiczne, których perykariony znajdują się w jądrze półleżącym. Wydzielany przezeń GABA jest neuroprzekaźnikiem hamującym. Aksony tych neuronów kończą się we wzgórzu. Hamują więc neurony wzgórzowe. Te z kolei wysyłają projekcje z powrotem do kory przedczołowej, a ich neuryty wydzielają na swych zakończeniach glutaminian. W efekcie dochodzi do zmniejszenia pobudzenia glutaminianergicznego kory przedczołowej przez wzgórze.
Mechanizm ten zapobiega nadmiernemu dostawaniu się do kory przedczołowej informacji sensorycznych przesyłanych przez wzgórze, otrzymujące je poprzez neurony glutaminianergiczne.

## Patologia
W pewnych okolicznościach działanie filtru wzgórzowego jest niewystarczające.
Może tak się wydarzyć w przypadku niedostatecznego działania receptorów NMDA w synapsach łączących aksony wychodzące z kory z jądrem półleżącym. W efekcie pobudzający sygnał glutaminianergiczny przekazany zostanie do neuronów prążkowiowych zbyt słabo, przez co zbyt słabo będą one hamowały poprzez GABA komórki nerwowe wzgórza.
Istnieje jeszcze inny mechanizm. Neurony gabaergiczne hamujące wzgórze kontaktują się z dopaminergicznymi neuronami z brzusznego pola nakrywki, należące do mezolimbicznego szlaku dopaminergicznego. Hamują one neurony gabaergiczne jądra półleżącego. Nadmierna aktywność mezolimbicznego szlaku dopaminergicznego (wiązana z powstawaniem pozytywnych objawów psychozy) owocuje nadmiernym hamowaniem jądra półleżącego, a w efekcie hamowania dochodzi do nadmiernej aktywności wzgórzowych neuronów glutaminergicznych, przekazujących informacje sensoryczne ku korze przedczołowej.
Niedostateczne działanie receptorów NMDA i nadmierna aktywność dopaminergiczna szlaku mezolimbicznego mogą spowodować, że wzgórze będzie przesyłać do kory przedczołowej zbyt obfitą ilość informacji. W efekcie kora przedczołowa nie będzie zdolna do przetworzenia otrzymywanych danych, ulegnie przeciążeniu, przeprowadzane przez nią procesy ulegną zakłóceniu.
Przedstawione mechanizmy bierze się pod uwagę w wyjaśnianiu etiologii schizofrenii.